# Papilio paeon
Papilio paeon är en fjärilsart som beskrevs av Jean Baptiste Boisduval 1836. Papilio paeon ingår i släktet Papilio och familjen riddarfjärilar. Inga underarter finns listade i Catalogue of Life.